# Emile De Petter
Ferdinand Alexander Emile De Petter (Leuven, 11 oktober 1868 - Brussel, 27 februari 1923) was een Belgisch katholiek politicus en schepen van de stad Leuven.

## Schepen
Beroepshalve was hij ambtenaar bij justitie, eens in de politiek werd hij schepen van financiën in Leuven. Hij werd destijds getipt als de toekomstige burgemeester van deze stad, ware het niet dat hij in 1923 plots is overleden ten gevolge van een hartinfarct.
Hij was de vader van de dominicaan en filosoof Joannes De Petter, de schoonvader van de voormalige eerste minister Gaston Eyskens en grootvader van eerste minister Mark Eyskens. Diens moeder Gilberte was een van de zes kinderen die schepen De Petter had met Anna Maria Nijsen (1868-1951). Een andere zoon was tandarts in datzelfde Leuven, een van de dochters trad binnen in het klooster van Paridaens.
Emile De Petter was tevens medewerker van de toenmalige eerste minister Prosper Poullet. Gaston Eyskens schrijft in zijn memoires over zijn schoonvader: "Zowel Prosper Poullet als mijn schoonvader waren van huis uit Franssprekend. Dit betekende echter niet dat zij afkerig stonden tegenover de Vlaamse Beweging. Integendeel, zij verdedigden de rechtmatige verzuchtingen van de Vlamingen, maar dat was voor de Leuvense franskiljonse bourgeoisie en middenstand voldoende om hen uit te schelden
voor flaminganten."